# Господиново (област Варна)
 За другото българско село вижте Господиново (Област Силистра).  
Господиново е село в Североизточна България. То се намира в община Бяла, област Варна. Старото му име е Челеби кьой (превод от османски турски език - напреднало село)

## География
Селото се намира на 55 км от град Варна - посока Бургас и на 12 км от община Бяла. Чист въздух, планина, язовир и море. Добре подредено и тихо селце.

## История
През 1950 г. в селото функционира всестранна взаимоспомагателна кооперация.

## Население
Численост на населението според преброяванията през годините:
| \| Година на преброяване \| Численост \| \| --------------------- \| --------- \| \| 1934 \| 1092 \| \| 1946 \| 886 \| \| 1956 \| 1054 \| \| 1965 \| 883 \| \| 1975 \| 656 \| \| 1985 \| 583 \| \| 1992 \| 524 \| \| 2001 \| 391 \| \| 2011 \| 270 \| \| 2021 \| 204 \| |           |
| Година на преброяване | Численост |
| 1934 | 1092      |
| 1946 | 886       |
| 1956 | 1054      |
| 1965 | 883       |
| 1975 | 656       |
| 1985 | 583       |
| 1992 | 524       |
| 2001 | 391       |
| 2011 | 270       |
| 2021 | 204       |

### Етнически състав

#### Преброяване на населението през 2011 г.
Численост и дял на етническите групи според преброяването на населението през 2011 г.:
|                     | Численост | Дял (в %) |
| Общо                | 270       | 100.00    |
| Българи             | 143       | 52.96     |
| Турци               | 116       | 42.96     |
| Цигани              | ?         | ?         |
| Други               | ?         | ?         |
| Не се самоопределят | ?         | ?         |
| Неотговорили        | –         | –         |

## Културни и природни забележителности
Представяне на обичаи като Бабинден, Трифонов ден, Петльовден, 8 март, Сирни Заговезни – по домовете ходят кукери, коледуване и други обичаи. Селото има конюшня и предлага коне за езда. Язовир за риболов с възможност за разходка в близката гора и отпиване на чиста изворна вода. Гледка към плажната ивица между Бяла и Обзор.

## Редовни събития
Панаир: местният панаир се провежда на „Спасовден“ с много веселба. На 26 октомври празник на новооткритата църква „Св. Димитър“

## Други
Имаме чудесно вилно селище, което прави селото ни още по-красиво, новопостроени къщи, както и добре изглеждащата детска градина.
В селото хората се занимават предимно с животновъдство и с отглеждане на лозови масиви, които ги снабдяват с добро вино.